# Campionati del mondo di atletica leggera 1991 - Marcia 10 km
La specialità della marcia 10 km dei campionati del mondo di atletica leggera 1991 si è svolta il 24 agosto con partenza ed arrivo sulla pista dello Stadio Olimpico di Tokyo, Giappone.

## Podio
| Pos.    | Atleta            | Nazionalità      | Tempo  |
| ------- | ----------------- | ---------------- | ------ |
| Oro     | Alina Ivanova     | Unione Sovietica | 42'57" |
| Argento | Madelein Svensson | Svezia           | 43'13" |
| Bronzo  | Sari Essayah      | Finlandia        | 43'13" |

## Situazione pre-gara

### Record
Prima di questa competizione il record del mondo (RM) e il record dei campionati (RC) erano i seguenti:
| Record                | Prestazione | Atleta                           | Data                               | Competizione |
| --------------------- | ----------- | -------------------------------- | ---------------------------------- | ------------ |
| Record dei campionati | 44"12       | Irina Strachova Unione Sovietica | 1° settembre 1987 Roma, Italia     | Roma 1987    |
| Record mondiale       | 41"30       | Kerry Saxby-Junna Australia      | 27 agosto 1988 Canberra, Australia |              |

### Campioni in carica
I campioni in carica a livello mondiale e olimpico sono:
| Campione | Atleta                           | Prestazione   | Data                           | Competizione  |
| -------- | -------------------------------- | ------------- | ------------------------------ | ------------- |
| Olimpico | Non disputata                    | Non disputata | Non disputata                  | Non disputata |
| Mondiale | Irina Strachova Unione Sovietica | 44"12         | 1° settembre 1987 Roma, Italia | Mondiali 1987 |

### La stagione
Prima di questa gara, gli atleti con le migliori tre prestazioni dell'anno erano:
| Pos. | Atleta                           | Prestazione | Data                                     |
| ---- | -------------------------------- | ----------- | ---------------------------------------- |
| 1    | Alina Ivanova Unione Sovietica   | 42"17       | 17 febbraio 1991 Sochi, Unione Sovietica |
| 2    | Yelena Sayko Unione Sovietica    | 42"22       | 5 maggio 1991 Alytus, Unione Sovietica   |
| 3    | Irina Strachova Unione Sovietica | 42"44       | 17 febbraio 1991 Sochi, Unione Sovietica |

## Risultati
| Posizione | Atleta              | Nazionalità      | Tempo  | Note |
| --------- | ------------------- | ---------------- | ------ | ---- |
| Oro       | Alina Ivanova       | Unione Sovietica | 42'57" |      |
| Argento   | Madelein Svensson   | Svezia           | 43'13" |      |
| Bronzo    | Sari Essayah        | Finlandia        | 43'13" |      |
| 4         | Irina Strakhova     | Unione Sovietica | 43'40" |      |
| 5         | Kerry Saxby-Junna   | Australia        | 44'02" |      |
| 6         | Graciela Mendoza    | Messico          | 44'03" |      |
| 7         | Ileana Salvador     | Italia           | 44'09" |      |
| 8         | Chen Yueling        | Cina             | 44'11" |      |
| 9         | Annarita Sidoti     | Italia           | 44'18" |      |
| 10        | Beate Gummelt       | Germania         | 44'35" |      |
| 11        | Kathrin Born-Boyde  | Germania         | 44'39" |      |
| 12        | Katarzyna Radtke    | Polonia          | 44'42" |      |
| 13        | Mária Urbanik       | Ungheria         | 45'00" |      |
| 14        | Andrea Alföldi      | Ungheria         | 45'22" |      |
| 15        | María Cruz Díaz     | Spagna           | 45'23" |      |
| 16        | Emilia Cano         | Spagna           | 45'32" |      |
| 17        | Susana Feitor       | Portogallo       | 45'37" |      |
| 18        | Maricela Chávez     | Messico          | 45'54" |      |
| 19        | Debbi Lawrence      | Stati Uniti      | 45'58" |      |
| 20        | Betty Sworowski     | Regno Unito      | 45'59" |      |
| 21        | Pascale Grand       | Canada           | 46'17" |      |
| 22        | Sun Yan             | Cina             | 46'21" |      |
| 23        | Andrea Bruckmann    | Germania         | 46'23" |      |
| 24        | Janice McCaffrey    | Canada           | 46'33" |      |
| 25        | Lynn Weik           | Stati Uniti      | 46'49" |      |
| 26        | Ivana Brozmanová    | Cecoslovacchia   | 46'59" |      |
| 27        | Victoria Herazo     | Stati Uniti      | 47'10" |      |
| 28        | Tina Poitras        | Canada           | 47'22" |      |
| 29        | Maria Reyes Sobrino | Spagna           | 47'31" |      |
| 30        | Yuko Sato           | Giappone         | 47'37" |      |
| 31        | Zuzana Zemková      | Cecoslovacchia   | 47'41" |      |
| 32        | Kamila Holpuchová   | Cecoslovacchia   | 48'06" |      |
| 33        | María Colín         | Messico          | 48'47" |      |
| 34        | Viera Toporek       | Austria          | 48'31" |      |
| 35        | Hideko Hirayama     | Giappone         | 48'35" |      |
| 36        | Isilda Gonçalves    | Portogallo       | 48'35" |      |
| 37        | Fusako Masuda       | Giappone         | 48'52" |      |
| 38        | Helen Elleker       | Regno Unito      | 48'56" |      |
| 39        | Julie Drake         | Regno Unito      | 49'47" |      |
| 40        | Hasiati Lawole      | Indonesia        | 50'26" |      |
| 41        | Magdalena Guzman    | El Salvador      | 53'44" |      |
| -         | Yelena Sayko        | Unione Sovietica | dq     |      |